# Tuzos de la UAZ
Tuzos de la UAZ ist eine mexikanische Fußballmannschaft der Universidad Autónoma de Zacatecas in Zacatecas, der Hauptstadt des gleichnamigen Bundesstaates.

## Geschichte
Die Mannschaft wurde 1990 gegründet, spielte über weite Strecken in der Tercera División und war nach ihrer Aufnahme in die Liga de Nuevos Talentos zur Saison 2008/09 zunächst in Fresnillo beheimatet. Bald zog die Mannschaft nach Zacatecas zurück, wo sie spätestens ab der Saison 2013/14 bis 2016/17 in der Liga Premier de Ascenso vertreten war. Seit der Saison 2018/19 gehört die Mannschaft der Liga Premier Serie A an. Dort erreichte sie die Finalspiele der Saison 2018/19, die nach einem 2:0-Heimsieg und einem 0:3 im Rückspiel gegen die Loros de Colima verloren wurden. In der Apertura 2022 war die Mannschaft erfolgreicher und setzte sich mit einem 3:1-Heimsieg und einer 0:1-Niederlage im Rückspiel mit dem Gesamtergebnis von 3:2 gegen den Tampico-Madero FC durch. Nachdem der mexikanische Meister der Saison 1952/53 (damals noch Club Deportivo Tampico) die Clausura 2023 für sich entscheiden konnte, standen die beiden Mannschaften sich im Gesamtsaisonfinale, dem Campeón de Campeones, erneut gegenüber. Diesmal konnte sich die Mannschaft aus Tampico mit 0:0 und 1:0 durchsetzen. Das spielentscheidende Tor, das dem Tampico-Madero FC auch die Möglichkeit des Aufstiegs in die Liga de Expansión MX eröffnet, fiel in der 77. Minute.

## Erfolge
- Meister der Liga Premier Serie A: Apertura 2022
- Vizemeister der Liga Premier Serie A: 2018/19